# 鬼谷子 (古籍)
《鬼谷子》，相傳是戰國時代鬼谷子所著。該書就辯士游說相關的問題作出論述，“實際上是繼承了部分《老子》、《莊子》的思想，又總結了包括孔子、子貢、墨子在內一些知識分子遊說從政的經驗教訓，以及孔子之前叔孫豹、晏嬰、子産、叔向、子大叔等人進行外交活動、外事交涉、陳述辭令、勸諫君主等等的經驗的。”此書自《隋書‧經籍志》著錄並列入子部縱橫家，後世書目大都遵循《隋書》；直至南宋尤袤《遂初堂書目》改入子部雜家類，為《四庫全書總目》所承用。

## 內容
今本《鬼谷子》分上、中、下三卷，號稱南朝梁陶弘景注。上卷有〈捭闔〉、〈反應〉、〈內揵〉、〈抵巇〉四篇；中卷有〈飛箝〉、〈忤合〉、〈揣〉篇、〈摩〉篇、〈權〉篇、〈謀〉篇、〈決〉篇、〈符言〉八篇；另有〈轉丸〉、〈胠亂〉二篇，亡佚已久。下卷含〈本經陰符七術〉、〈持樞〉、〈中經〉三篇。
《鬼谷子》大致可分為四個部分︰〈捭闔〉、〈反應〉、〈內揵〉、〈抵巇〉、〈飛箝〉、〈忤合〉為第一部分，其中後五篇以〈捭闔〉為立論基礎。根據陶弘景注，「捭」指撥動，「闔」是閉藏。〈反應〉篇即運用捭闔來達到「知彼知己」的目的，〈內揵〉强調在捭闔中「得情」的重要性，〈抵巇〉要求人們要善用捭闔來認識事物的離合規律，「飛」即「開」，「箝」即合、〈忤合〉側言背合之忤。
第二部分包含〈揣〉篇、〈摩〉篇、〈權〉篇、〈謀〉篇、〈決〉篇。〈揣〉篇提出「揣情」是「謀之大本也，而說之法」，〈摩〉篇闡明「內符」為揣之主，此兩篇為總論。〈權〉篇專門討論說辭，主要針對遊說而言；〈謀〉篇則專門討論謀略問題，〈決〉篇專論決斷。五篇皆以揣情為之基礎。
第三部分〈符言〉篇，討論人主如何防止自己被人猜度出自己意圖的方法。
第四部分包括〈本經陰符七術〉、〈持樞〉、〈中經〉三篇。〈本經陰符七術〉是關於計謀的七篇專論。〈持樞〉言人君治國要遵從天道，順任自言規律，不可違背。〈中經〉提出七種方法，針對「士」如何「制人」而不被別人所制而提出的。

## 版本
《鬼谷子》自明、清以來有諸多刻本、鈔本，據內容主要可分為兩種系統︰一、正統《道藏》本，根據注文的多寡有無，可細分為四種類型，嘉靖乙巳鈔本亦以《道藏》本為祖本；二、清代錢曾述古堂鈔本，號稱“乃據宋本傳録者”，內容較《道藏》本完整。另外，元末明初人陶宗儀編《說郛》，亦收入《鬼谷子》，有刪節，反映元代《鬼谷子》的文字面貌。清代秦恩復石研齋刻本《鬼谷子》，以錢本為底本，參校孫星衍所録《道藏》本，在嘉慶十年刊行。
許宏富以秦恩復嘉慶十年刻本為底本，參考其他《鬼谷子》舊本及注本，採集前人及今人的校注、評點，撰成《鬼谷子集校集注》，收入《新編諸子集成續編》中，於2008年12月由中華書局出版。
2021年10月，由方勇主編的《子藏‧雜家部‧鬼谷子》出版。該書為《子藏》系列叢書的一種，收錄了由明代至民國年間已知的《鬼谷子》版本及相關著作43種，整合為精裝16開本4冊。

## 考證
由於《鬼谷子》一書不見於《漢書‧藝文志》而見於《隋書‧經籍志》，並且作者署名在此後著録中不一致，故長期被疑為偽作，學者主要就此書作者、成書時代、注者等問題爭論。
最早懷疑《鬼谷子》的作者是樂壹。唐代司馬貞《史記索隱》說︰“樂壹注《鬼谷子書》云‘ 秦欲神秘其道，故假名鬼谷也’。”後來柳宗元根據此書不見於劉向《別錄》、班固《漢書‧藝文志》，斷定“《鬼谷子》後出。”。
明代胡應麟認為《鬼谷子》文體不類戰國時代風格，並懷疑《鬼谷子》是東漢人根據《漢書‧藝文志》著録的《蘇秦》三十篇、《張儀》十篇附會而成，或者是皇甫謐所作，而託名鬼谷。。
《四庫全書總目》認為胡應麟的說法近理，但無確證；但《隋志》已經有皇甫謐注本，則至少是魏晉以來書。
認為《鬼谷子》非偽書者，指出西漢劉向《說苑》已經引用《鬼谷子》；魏晉以來《鬼谷子》流傳有緒，並非始見於《隋志》；而且時人以為蘇秦作《鬼谷子》。之所以《鬼谷子》不見於《別錄》，是劉向將《鬼谷子》和《戰國策》中蘇秦其他說辭編為一書，為《蘇子》三十二篇，所以《鬼谷子》不另外著錄。。
今本《鬼谷子》題陶弘景注，但有學者曾懷疑注本作者是尹知章，作陶弘景注是誤題；但許宏富辨定注者為陶弘景不誤。

## 外部連結
- Guiguzi的作品  - 古騰堡計劃